# Lengshuijiang
Lengshuijiang (冷水江市S, LěngshuǐjiāngP) è una città-contea della Cina, situata nella provincia di Hunan e amministrata dalla prefettura di Loudi.